# 洛雷达娜·托马
洛雷达娜·托马（羅馬尼亞語：Loredana Toma，1995年5月10日—），罗马尼亚女子举重运动员，2017年世界举重锦标赛女子63公斤级金牌得主、2018年世界举重锦标赛女子64公斤级铜牌得主、2019年世界举重锦标赛女子64公斤级铜牌得主、2022年世界举重锦标赛女子71公斤级金牌得主。